# Neopaschia
Neopaschia is een geslacht van vlinders van de familie snuitmotten (Pyralidae).

## Soorten
- N. flavociliata Janse, 1922
- N. lemairei Viette, 1973
- N. nigromarginata Viette, 1953